# Chiesa della Congrega di San Giovanni della Disciplina
La chiesa della Congrega di San Giovanni della Disciplina è una chiesa sconsacrata di Napoli, ubicata in via San Giovanni a Mare.
La chiesa sorse nel XV secolo al seguito dello scioglimento voluto da Ferdinando I di Napoli della Congregazione della disciplina della santa Croce presso la chiesa della Compagnia della Disciplina della Santa Croce, visto che molti nobili parteciparono alla congiura dei baroni. Dallo scioglimento della congrega nacquero due congreghe una, al Lavinaio e l'altra nei pressi della chiesa di San Giovanni a Mare.
La congrega, con la relativa chiesa, fu attiva fino al 1857, quando venne trasferita nella chiesa di San Gennaro Spogliamorti, portando nella chiesa di vico Limoncello tutte le suppellettili. Negli interni vi erano decorazioni risalenti al periodo compreso tra il XIV ed il XVI secolo
Attualmente la chiesa è adibita a funzione privata ed è adibita a locale pubblico.